# Franc Kač
Franc Kač, slovenski duhovnik, * 23. november 1907, Polzela, † 17. oktober 1942, Gradina Donja.

## Življenje
Rodil se je v mariborski škofiji v delavski družini na Polzeli. Že kot otrok je pokazal izredno nadarjenost, zato so ga starši vpisali v gimnazijo v Celju. Po maturi je stopil v mariborsko bogoslovno semenišče in 8. julija 1934 prejel mašniško posvečenje. Tako je bila po stotih letih na Polzeli zopet nova maša. Mašniško službo je začel kot kaplan v Starem trgu pri Slovenj Gradcu. Vneto je deloval na prosvetnem področju. Organiziral in režiral je igre, med drugim tudi Kristusov pasijon, v katerem je sam igral Kristusa. Igre so bile zelo znane in so jih ljudje hodili gledat tudi od daleč. Med službovanjem je bil Kač kaplan tudi v Trbovljah, v zadnjih letih pred okupacijo pa v Mariboru pri Sv. Magdaleni. Leta 1941 so ga Nemci skupaj z drugimi duhovniki odpeljali v taborišče Rajhenburg (Brestanico) in nato na Hrvaško, kjer je kot pregnanec deloval v Zagorskih Selih. 7. septembra 1942 so ga prijeli in skupaj s štirimi slovenskimi duhovniki pregnanci odpeljali v koncentracijsko taborišče Jasenovac. Od tam so jih kmalu brez sodnega postopka in obtožb, zvezane z žico, prepeljali v Gradino, kjer so jih 17. oktobra 1942 pobili ter njihova trupla pometali v Savo.
Že leta 1955 je bil imenovan za častnega občana Celja, Rimskokatoliška cerkev pa vodi njegov svetniški postopek. Njegovo ime je bilo na odstranjeni spominski plošči duhovnikom žrtvam fašizma na Brezjah.